# Rajd Wielkiej Brytanii 1999
Rezultaty Rajdu Wielkiej Brytanii (55th Network Q Rally of Great Britain), eliminacji Rajdowych Mistrzostw Świata w 1999 roku, który odbył się w dniach 21 listopada - 23 listopada. Była to czternasta i ostatnia runda czempionatu w tamtym roku i óswma na szutrze, a także czternasta w Production World Rally Championship. Bazą rajdu było miasto Cheltenham. Zwycięzcami rajdu została brytyjska załoga Richard Burns i Robert Reid w Subaru Imprezie WRC. Wyprzedzili oni Finów Juhę Kankkunena i Juhę Repo w Subaru Imprezie WRC oraz Harriego Rovanperę i Rista Pietiläinena w Seacie Córdobie WRC. Z kolei w Production WRC zwyciężyła peruwiańska załoga Ramón Ferreyros i Gonzalo Saenz w Mitsubishi Lancerze Evo V.
Rajdu nie ukończyło osiem załóg fabrycznych. Fin Tommi Mäkinen w Mitsubishi Lancerze Evo VI wycofał się z rajdu na 20. odcinku specjalnym z powodu awarii silnika. Rajdu nie ukończyło dwóch kierowców Toyoty Corolli WRC. Francuz Didier Auriol uszkodził zawieszenie na 22. oesie, a Hiszpan Carlos Sainz na 21. oesie. Brytyjczyk Colin McRae w Fordzie Focusie WRC miał wypadek na 15. oesie. Kierowca Seata Córdoby WRC Fin Toni Gardemeister miał awarię sprzęgła na 12. oesie. Jadący Škodą Octavią WRC Niemiec Armin Schwarz urwał koło na 19. oesie. Z rajdu odpadli dwaj kierowcy Peugeota 206 WRC. Francuz François Delecour miał awarię skrzyni biegów 22. oesie, a Fin Marcus Grönholm miał wypadek na 19. oesie.

## Klasyfikacja ostateczna
| Miejsce                | Zawodnik               | Pilot                  | Samochód                     | Czas                   | Strata                 | Grupa                  | Punkty                 |                        |
| Klasyfikacja generalna | Klasyfikacja generalna | Klasyfikacja generalna | Klasyfikacja generalna       | Klasyfikacja generalna | Klasyfikacja generalna | Klasyfikacja generalna | Klasyfikacja generalna | Klasyfikacja generalna |
| ---------------------- | ---------------------- | ---------------------- | ---------------------------- | ---------------------- | ---------------------- | ---------------------- | ---------------------- | ---------------------- |
| 1.                     | Richard Burns          | Robert Reid            | Subaru Impreza WRC           | 3:53:44.2              |                        | A8 M                   | 10                     |                        |
| 2.                     | Juha Kankkunen         | Juha Repo              | Subaru Impreza WRC           | 3:55:31.5              | +1:47.3                | A8 M                   | 6                      |                        |
| 3.                     | Harri Rovanperä        | Risto Pietiläinen      | SEAT Córdoba WRC             | 3:58:39.5              | +4:55.3                | A8 M                   | 4                      |                        |
| 4.                     | Bruno Thiry            | Stéphane Prévot        | Škoda Octavia WRC            | 4:02:11.7              | +8:27.5                | A8 M                   | 3                      |                        |
| 5.                     | Freddy Loix            | Sven Smeets            | Mitsubishi Carisma GT Evo VI | 4:03:19.5              | +9:35.3                | A8 M                   | 2                      |                        |
| 6.                     | Thomas Rådström        | Gunnar Barth           | Ford Focus WRC               | 4:03:47.5              | +10:03.3               | A8 M                   | 1                      |                        |
| 7.                     | Gilles Panizzi         | Hervé Panizzi          | Peugeot 206 WRC              | 4:04:17.8              | +10:33.6               | A8                     |                        |                        |
| 8.                     | Markko Märtin          | Toomas Kitsing         | Toyota Corolla WRC           | 4:05:21.5              | +11:37.3               | A8                     |                        |                        |
| 9.                     | Petter Solberg         | Phil Mills             | Ford Focus WRC               | 4:06:54.0              | +13:09.8               | A8                     |                        |                        |
| 10.                    | Matthias Kahle         | Dieter Schneppenheim   | Toyota Corolla WRC           | 4:08:48.2              | +15:04.0               | A8                     |                        |                        |
| PWRC                   |                        |                        |                              |                        |                        |                        |                        |                        |
| 1. (22.)               | Ramón Ferreyros        | Gonzalo Saenz          | Mitsubishi Lancer Evo V      | 4:22:27.5              |                        | N4                     | 10                     |                        |
| 2. (23.)               | Richard Tuthill        | Roger Freeman          | Subaru Impreza 555           | 4:23:54.6              | +1:27.1                | N4                     | 6                      |                        |
| 3. (24.)               | Gavin Cox              | Tim Hobbs              | Mitsubishi Lancer Evo        | 4:25:57.4              | +3:29.9                | N4                     | 4                      |                        |
| 4. (26.)               | Mark Perrott           | Andrew Sankey          | Mitsubishi Lancer Evo        | 4:26:31.5              | +4:04.0                | N4                     | 3                      |                        |
| 5. (27.)               | David Wood             | Les Waterfall          | Subaru Impreza 555           | 4:28:17.9              | +5:50.4                | N4                     | 2                      |                        |
| 6. (29.)               | Richard Davis          | David Williams         | Mitsubishi Lancer Evo        | 4:31:59.7              | +9:32.2                | N4                     | 1                      |                        |
| 2L WRC                 |                        |                        |                              |                        |                        |                        |                        |                        |
| 1 (15.)                | Mark Higgins           | Bryan Thomas           | Volkswagen Golf IV Kit Car   | 4:15:37.0              | -                      | A7 2L                  |                        |                        |
| 2 (18.)                | Martin Rowe            | Derek Ringer           | Renault Mégane Maxi          | 4:16:47.3              | +1:10.3                | A7 2L                  |                        |                        |
| 3 (25.)                | Kenneth Eriksson       | Staffan Parmander      | Hyundai Coupe Kit Car Evo2   | 4:26:16.1              | +10:39.1               | A7 2L                  |                        |                        |

1. ↑  Litera M przy oznaczeniu grupy do której należy samochód oznacza, iż tylko ci kierowcy zdobywali punkty dla swoich zespołów liczonych w klasyfikacji producentów na koniec sezonu.

## Zwycięzcy odcinków specjalnych
| Dzień      | Odcinek | G. rozp. | Nazwa                     | Długość  | Zwycięzca                     | Czas    | Lider rajdu                   |
| ---------- | ------- | -------- | ------------------------- | -------- | ----------------------------- | ------- | ----------------------------- |
| 1 (21 LIS) | SS1     | 08:30    | Cheltenham 1              | 1.91 km  | Tommi Mäkinen Marcus Grönholm | 1:47.4  | Tommi Mäkinen Marcus Grönholm |
| 1 (21 LIS) | SS2     | 09:46    | Cornbury                  | 4.17 km  | Juha Kankkunen                | 2:51.8  | Juha Kankkunen                |
| 1 (21 LIS) | SS3     | 11:18    | Silverstone 1             | 10.02 km | Juha Kankkunen                | 7:31.1  | Juha Kankkunen                |
| 1 (21 LIS) | SS4     | 11:33    | Silverstone 2             | 6.81 km  | Juha Kankkunen                | 7:30.9  | Juha Kankkunen                |
| 1 (21 LIS) | SS5     | 13:50    | Blenheim                  | 28.59 km | Marcus Grönholm               | 3:56.6  | Juha Kankkunen                |
| 1 (21 LIS) | SS6     | 15:12    | Silverstone Super Special | 1.96 km  | Richard Burns                 | 1:30.3  | Juha Kankkunen                |
| 1 (21 LIS) | SS7     | 17:36    | Cheltenham 2              | 1.91 km  | Tommi Mäkinen                 | 1:43.1  | Juha Kankkunen                |
| 2 (22 LIS) | SS8     | 07:39    | Radnor                    | 23.69 km | Richard Burns                 | 11:55.9 | Richard Burns                 |
| 2 (22 LIS) | SS9     | 10:04    | Crychan                   | 16.89 km | Richard Burns                 | 9:46.7  | Richard Burns                 |
| 2 (22 LIS) | SS10    | 10:41    | Esgair Dafydd             | 8.64 km  | Richard Burns                 | 5:18.8  | Richard Burns                 |
| 2 (22 LIS) | SS11    | 11:39    | Tywi                      | 22.65 km | Marcus Grönholm               | 14:13.3 | Richard Burns                 |
| 2 (22 LIS) | SS12    | 14:26    | Sweet Lamb 1              | 25.70 km | Richard Burns                 | 15:56.0 | Richard Burns                 |
| 2 (22 LIS) | SS13    | 15:10    | Myherin 1                 | 16.72 km | Richard Burns                 | 10:01.0 | Richard Burns                 |
| 2 (22 LIS) | SS14    | 18:08    | Sweet Lamb 2              | 25.70 km | Richard Burns                 | 16:33.3 | Richard Burns                 |
| 2 (22 LIS) | SS15    | 18:52    | Myherin 2                 | 16.72 km | Juha Kankkunen                | 10:27.4 | Richard Burns                 |
| 3 (23 LIS) | SS16    | 07:29    | St. Gwynno                | 13.67 km | Carlos Sainz                  | 6:49.2  | Richard Burns                 |
| 3 (23 LIS) | SS17    | 07:56    | Tyle                      | 10.55 km | Richard Burns                 | 5:48.5  | Richard Burns                 |
| 3 (23 LIS) | SS18    | 08:32    | Rhondda                   | 35.82 km | Richard Burns                 | 20:01.2 | Richard Burns                 |
| 3 (23 LIS) | SS19    | 10:41    | Rheola 1                  | 31.47 km | Richard Burns                 | 17:54.2 | Richard Burns                 |
| 3 (23 LIS) | SS20    | 12:31    | Resolfen                  | 46.45 km | Richard Burns                 | 25:47.0 | Richard Burns                 |
| 3 (23 LIS) | SS21    | 14:39    | Rheola 2                  | 31.47 km | Juha Kankkunen                | 18:09.3 | Richard Burns                 |
| 3 (23 LIS) | SS22    | 15:57    | Margam                    | 27.64 km | Richard Burns                 | 17:10.7 | Richard Burns                 |

## Klasyfikacja końcowa sezonu 1999
Tabele przedstawiają tylko pięć pierwszych miejsc.

### Kierowcy
| Lp. | Kierowca       | Pkt |
| --- | -------------- | --- |
| 1   | Tommi Mäkinen  | 62  |
| 2   | Richard Burns  | 55  |
| 3   | Didier Auriol  | 52  |
| 4   | Juha Kankkunen | 44  |
| 5   | Carlos Sainz   | 44  |

### Producenci
| Lp. | Producent                    | Pkt |
| --- | ---------------------------- | --- |
| 1   | Toyota Castrol Team          | 109 |
| 2   | Subaru WRT                   | 105 |
| 3   | Marlboro Mitsubishi Ralliart | 83  |
| 4   | Ford Motor Co. Ltd.          | 37  |
| 5   | Seat Sport                   | 23  |